# Santiago Baronetto
Santiago Baronetto (n. Morón; 27 de octubre de 1992) es un jugador de balonmano argentino que juega como extremo derecho en el Eón Alicante de la División de Honor Plata. Es internacional con la selección de balonmano de Argentina, con la que ganó el Campeonato Panamericano de Balonmano Masculino de 2018. También disputó el Campeonato Mundial de Balonmano Masculino de 2019 con su selección.

## Palmarés internacional
| Juegos Panamericanos                      | Juegos Panamericanos | Juegos Panamericanos | Juegos Panamericanos |
| Año                                       | Lugar                | Medalla              |                      |
| ----------------------------------------- | -------------------- | -------------------- | -------------------- |
| 2019                                      | Lima                 | Medalla de oro       |                      |
| 2023                                      | Santiago de Chile    | Medalla de oro       |                      |
| Campeonato Panamericano                   |                      |                      |                      |
| Año                                       | Lugar                | Medalla              |                      |
| 2018                                      | Groenlandia          | Medalla de oro       |                      |
| Campeonato Sudamericano y Centroamericano |                      |                      |                      |
| Año                                       | Lugar                | Medalla              |                      |
| 2022                                      | Brasil               | Medalla de plata     |                      |
| 2024                                      | Buenos Aires         | Medalla de plata     |                      |
| Juegos Suramericanos                      |                      |                      |                      |
| Año                                       | Lugar                | Medalla              |                      |
| 2018                                      | Cochabamba           | Medalla de plata     |                      |
| 2022                                      | Asunción             | Medalla de oro       |                      |

## Trayectoria
En Argentina, jugó para el Club Manuel Dorrego, antes de pasar al  C.D.B.B.  Ciudad Encantada de la Liga Asobal el 8 de agosto de 2018 en reemplazo de Vuk Perovic, a petición expresa del técnico de equipo hispánico, Lidio Jiménez y con el "aval" de su  compatriota Pablo "Colo" Vainstein.

## Clubes
| Clubes                    | País      | Años        |
| ------------------------- | --------- | ----------- |
| Dorrego Handball          | Argentina | 2011-2018   |
| C.D.B.B. Ciudad Encantada | España    | 2018-2020   |
| BM Villa de Aranda        | España    | 2020-2021   |
| Dorrego Handball          | Argentina | 2022-2024   |
| Eón Alicante              | España    | 2024 - Act. |